# Liste der Baudenkmäler im Wuppertaler Wohnquartier Siebeneick
Die Liste der Baudenkmäler im Wuppertaler Wohnquartier Siebeneick enthält die denkmalgeschützten Bauwerke auf dem Gebiet von Wuppertal-Siebeneick in Nordrhein-Westfalen (Stand: November 2011). Diese Baudenkmäler sind in der Denkmalliste der Stadt Wuppertal eingetragen; Grundlage für die Aufnahme ist das Denkmalschutzgesetz Nordrhein-Westfalen (DSchG NRW).

## Auszug aus der Denkmalliste

### Eingetragene Baudenkmäler
| Bild           | Bezeichnung | Lage                                     | Beschreibung                                                                             | Bauzeit                           | Eingetragen seit  | Denkmal- nummer |
| -------------- | ----------- | ---------------------------------------- | ---------------------------------------------------------------------------------------- | --------------------------------- | ----------------- | --------------- |
| weitere Bilder | Hofschaft   | Siebeneick Obenrohleder 1 Karte          | zum Denkmal Hofschaft Obenrohleder 1 gehören das Wohnhaus mit Stallanbau und die Scheune | 18. bis 20. Jahrhundert           | 15. Dezember 1992 | 2624            |
| weitere Bilder | Wohnhaus    | Siebeneick Obenrohleder 1 Karte          | zum Denkmal Hofschaft Obenrohleder 1 gehören das Wohnhaus mit Stallanbau und die Scheune | 18. Jahrhundert                   | 15. Dezember 1992 | 2624            |
| weitere Bilder | Stallanbau  | Siebeneick Obenrohleder 1 Karte          | zum Denkmal Hofschaft Obenrohleder 1 gehören das Wohnhaus mit Stallanbau und die Scheune | um 1900                           | 15. Dezember 1992 | 2624            |
| weitere Bilder | Scheune     | Siebeneick Obenrohleder 1 Karte          | zum Denkmal Hofschaft Obenrohleder 1 gehören das Wohnhaus mit Stallanbau und die Scheune | Ende des 19. Jahrhunderts         | 15. Dezember 1992 | 2624            |
| weitere Bilder | Hofanlage   | Siebeneick Siebeneicker Straße 497 Karte | Gut Worth                                                                                | 17./18. Jh., Stallgebäude 19. Jh. | 10. Mai 1985      | 441             |
| weitere Bilder | Wohnhaus    | Siebeneick Untenrohleder 3 Karte         |                                                                                          | 1688                              | 28. November 1994 | 3602            |

### Ausgetragene Baudenkmäler
| Bild           | Bezeichnung | Lage                             | Beschreibung | Bauzeit | Eingetragen seit | Denkmal- nummer |
| -------------- | ----------- | -------------------------------- | --- | ------- | ---------------- | --------------- |
| weitere Bilder | Wohnhaus    | Siebeneick Untenrohleder 2 Karte | Das 1686 errichtete Hofeshaus Kleinrohleder (Untenrohleder 2) wurde am 2. November 2004 von Amts wegen aus der Denkmalliste der Stadt Wuppertal ausgetragen, da nach ungenehmigten Baumaßnahmen die Eintragungsvoraussetzungen nicht mehr gegeben waren. Es galt bis dahin als eines der ältesten noch erhaltenen Häuser im Wuppertaler Raum. | 1686    |                  | 0 Wikidata      |